# Bernsteinkuckuck
Der Bernsteinkuckuck (Centropus bernsteini) ist eine Vogelart aus der Gattung der Spornkuckucke (Centropus) innerhalb der Familie der Kuckucke. Er kommt auf Neuguinea und Manam vor. Das Artepitheton ehrt den deutschen Naturforscher Heinrich Agathon Bernstein, der auf der Vogelkopf-Halbinsel das Typusexemplar sammelte.

## Merkmale
Der Bernsteinkuckuck erreicht eine Körperlänge von 460 bis 520 mm, eine Flügellänge von 164 bis 200 mm, eine Schwanzlänge von 220 bis 277 mm, eine Schnabellänge von 27 bis 35 mm, eine Länge der großen Hinterzehenkralle von 21 bis 26 mm und eine Lauflänge von 38 bis 44 mm. Das Gewicht beträgt 130 bis 160 Gramm. Die Geschlechter sehen gleich aus. Das Gefieder ist überwiegend schwarz mit schwarzen Schaftstreifen. Die Oberseite hat einen grünlichen Glanz, die Flügel, die Unterflügeldecken, der Schnabel, die Beine, die Füße und der kurze Schwanz sind schwarz. Die Iris ist dunkelbraun. Juvenile Vögel sind an der Oberseite gelbbraun oder rötlichbraun gebändert. Flügel und Schwanz haben schmale gelbbraune bis hell rötlichbraune Binden. Die Schwanzfedern sind schmal. Die Kehle ist an der Mittellinie weißlich. Hals und Brust sind an den Seiten kastanienbraun markiert. Die Bauchmitte ist grau mit schwarzen Binden, die übrige Unterseite ist schwarzbraun mit schmalen hellen Binden. Bei den Küken haben die wachsenden Federn im Gesicht weiße Spitzen. Im Gegensatz zu anderen Spornkuckuckarten gibt es keine langen spitzen, haarähnlichen Daunen.

## Lautäußerungen
Der Ruf besteht aus einem woop woop woop auf einer absteigenden Tonleiter. Manchmal werden die Töne in längeren Reihen wiedergegeben. Die Paare sind häufig im Duett zu hören, wobei ein Partner ein hui äußert und der andere mit einem whui antwortet. Der Ruf ist schwächer als der des Mohrenkuckucks (Centropus menbeki) und kürzer als der des Fasanspornkuckucks (Centropus phasianinus).

## Verbreitung und Lebensraum
Der Bernsteinkuckuck kommt in West- und Zentral-Neuguinea sowie auf der Insel Manam vor. Auf Neuguinea erstreckt sich das Verbreitungsgebiet von der westlichen Vogelkopf-Halbinsel, nördlich entlang des Taritatu (Idenburg Rivers) und der Yos Sudarso Bay östlich entlang der Küste zum Sepik River und entlang der Küste zur Huon-Halbinsel, Lae und Bulolo, im Süden zum Mikima River, im Westen zum Setikwa River sowie zum Fly River und zum unteren Turama River nahe Kikori im Osten. Die Verbreitungsgebiete des Bernsteinkuckucks und des Fasanspornkuckucks sind allopatrisch. Der Bernsteinkuckuck bewohnt Habitate mit Hochgrasbeständen, Kletterpflanzen sowie Waldränder entlang von Flüssen und Seen von Meereshöhe bis in Höhenlagen zwischen 500 und 900 m.
Der Bernsteinkuckuck wird seitens der IUCN als nicht gefährdet eingeschätzt.

## Lebensweise
Die Nahrung besteht aus kleinen Echsen, kleinen Schlangen, Insekten und Schmetterlingen. Auf Neuguinea ist die Brutsaison zeitlich gedehnt. Ein Nest mit Eiern wurde im Mai am Idenburg River gefunden, ein juveniler Vogel mit einem kurzen Schwanz wurde im Dezember entdeckt. In Kaku wurde ein Weibchen bei der Eiablage im November beobachtet. Am Mimika River hatte ein Weibchen im August vergrößerte Eierstöcke. Die Anwohner des Sepik River berichteten von brütenden Vögeln im Juli. Brütende Männchen haben manchmal zwei vergrößerte Hoden. Das kuppelförmige Nest wird im hohen Gras errichtet und mit Gras ausgekleidet, es hat eine unregelmäßige, unordentliche Öffnung an der Seite. Ein gefundenes Nest hatte einen äußeren Umfang von 21 × 38 Zentimetern und einen inneren Umfang von 15 × 25 Zentimetern. Das Gelege besteht aus zwei weißen Eiern, die 32 × 25,5 mm messen. Die Brutdauer und die Nestlingsperiode sind nicht bekannt.